# Макаренко, Тимофей Титович
Тимофе́й Ти́тович Мака́ренко (1902—1972) — наводчик орудия 319-го отдельного истребительно-противотанкового дивизиона 382-й стрелковой дивизии 59-й армии Волховского фронта, младший сержант. Герой Советского Союза (1944).

## Биография
Родился 2 января 1902 года (20 декабря 1901 — по старому стилю) в селе Романовка ныне Белокуракинского района Луганской области. Работал в колхозе.
В 1940 году осуждён за хулиганство , наказание отбывал в Карелии. В 1942 году, после отбытия срока наказания, был мобилизован в Красную Армию. В бою за деревню Жмурово Новгородского района Новгородской области 23 января 1944 года после гибели всех бойцов орудийного расчёта один отражал контратаки противника и удержал позицию до подхода подкрепления.
26 августа 1944 года за образцовое выполнение боевых заданий командования и проявленные при этом мужество и героизм младшему сержанту Макаренко Тимофею Титовичу присвоено звание Героя Советского Союза с вручением ордена Ленина и медали «Золотая Звезда».
После войны жил в селе Романовка.
В 1948 году был осуждён на 5 лет по статьям 70 ч. 2 и 97 УК УССР, указом Президиума Верховного Совета СССР от 10.10.1949 года лишён звания ГСС и наград, а в 1964 году восстановлен в правах на награды.
Скончался 9 сентября 1972 года.